# Alou Diarra
Alou Diarra (Villepinte, 15 luglio 1981) è un allenatore di calcio ed ex calciatore francese, di origini maliane, di ruolo centrocampista, tecnico del Troyes 2. Si laureò vicecampione del mondo con la nazionale francese al campionato del mondo 2006.

## Caratteristiche tecniche
Era un centrocampista massiccio e fisicamente potente, abile a giocare box-to-box e che veniva prevalentemente utilizzato come mediano.

## Carriera

### Club
Ha cominciato al CS Louhans-Cuiseaux, in Francia, prima di andare al Bayern Monaco nel 2000: coi bavaresi non ha giocato nessun match in prima squadra; inoltre ha trascorso un periodo al Friburgo. Nel 2002 è stato messo sotto contratto dal Liverpool di Houllier, ed è andato subito in prestito in Francia, prima al Le Havre e poi al Bastia. Nel 2004 è andato in prestito al Lens, che lo ha acquistato un anno dopo, viste le ottime prestazioni. Nell'estate 2006 ci sono state voci di un suo possibile trasferimento alla Roma, ma alla fine è stato il Lione ad aggiudicarsi le sue prestazioni, anche per sostituire il connazionale maliano Mahamadou Diarra, ceduto al Real Madrid.
Dopo l'esperienza con il Lione, il 19 luglio 2007 si è unito al Bordeaux per €7.75 milioni, rimpiazzando Rio Antonio Mavuba.
Il 4 luglio 2011 viene acquistato dall'Olympique Marsiglia.

### Nazionale

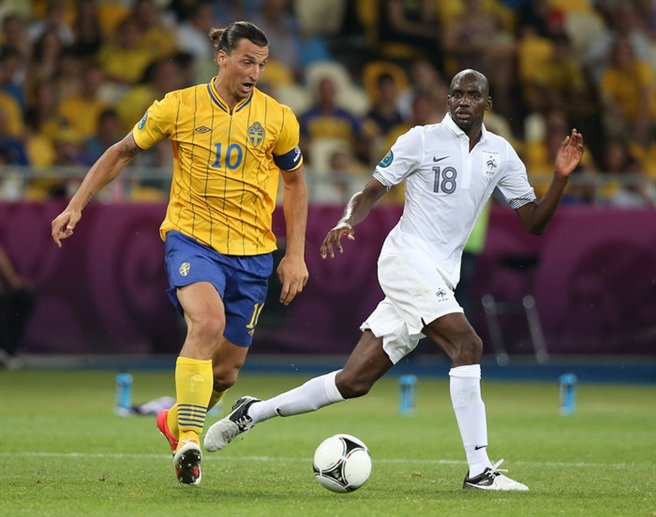
Diarra contrasta Ibrahimovic a Euro 2012.

Durante l'esperienza di Lens Alou è stato convocato per la prima volta in nazionale francese e nell'estate 2006 ha partecipato anche ai Mondiali tedeschi dove la Francia si è classificata seconda dopo la sconfitta ai calci di rigore contro l'Italia. Ha disputato parte della finale entrando in campo nel secondo tempo.
È stato inoltre convocato per il successivo Mondiale sudafricano e per l'Europeo del 2012, ma entrambe le avventure dei transalpini sono state poco fortunate.
Chiude la sua carriera in nazionale dopo l'europeo 2012 con 44 gettoni all'attivo.

## Statistiche

### Presenze e reti nei club
Statistiche aggiornate al 2 aprile 2020.
| Stagione        | Squadra         | Campionato      | Campionato | Campionato | Coppe nazionali | Coppe nazionali | Coppe nazionali | Coppe continentali | Coppe continentali | Coppe continentali | Altre coppe | Altre coppe | Altre coppe | Totale | Totale |
| Stagione        | Squadra         | Comp            | Pres       | Reti       | Comp            | Pres            | Reti            | Comp               | Pres               | Reti               | Comp        | Pres        | Reti        | Pres   | Reti   |
| --------------- | --------------- | --------------- | ---------- | ---------- | --------------- | --------------- | --------------- | ------------------ | ------------------ | ------------------ | ----------- | ----------- | ----------- | ------ | ------ |
| 2006-2007       | O. Lione        | L1              | 15         | 1          | CF+CdL          | 1+3             | 0+1             | UCL                | 5                  | 1                  | SF          | -           | -           | 24     | 2      |
| 2007-2008       | Bordeaux        | L1              | 36         | 4          | CF+CdL          | 4+0             | 0               | CU                 | 4                  | 0                  | -           | -           | -           | 44     | 4      |
| 2008-2009       | Bordeaux        | L1              | 35         | 2          | CF+CdL          | 0+1             | 0               | UCL+CU             | 6+2                | 1+0                | SF          | 1           | 0           | 45     | 2      |
| 2009-2010       | Bordeaux        | L1              | 30         | 1          | CF+CdL          | 1+3             | 0               | UCL                | 7                  | 0                  | SF          | 1           | 0           | 42     | 1      |
| 2010-2011       | Bordeaux        | L1              | 32         | 4          | CF+CdL          | 1+0             | 0               | -                  | -                  | -                  | -           | -           | -           | 33     | 4      |
| Totale Bordeaux | Totale Bordeaux | Totale Bordeaux | 133        | 11         |                 | 10              | 0               |                    | 19                 | 1                  |             | 2           | 0           | 164    | 12     |
| 2011-2012       | O. Marsiglia    | L1              | 34         | 2          | CF+CdL          | 3+3             | 0               | UCL                | 9                  | 0                  | SF          | 1           | 0           | 50     | 2      |
| 2012-gen. 2013  | West Ham        | PL              | 3          | 0          | FACup+CdL       | 2+1             | 0               | -                  | -                  | -                  | -           | -           | -           | 6      | 0      |
| gen.-giu. 2013  | Rennes          | L1              | 13         | 0          | CF+CdL          | 0               | 0               | -                  | -                  | -                  | -           | -           | -           | 13     | 0      |
| 2013-2014       | West Ham        | PL              | 3          | 0          | FACup+CdL       | 1+4             | 0               | -                  | -                  | -                  | -           | -           | -           | 8      | 0      |
| Totale West Ham | Totale West Ham | Totale West Ham | 6          | 0          |                 | 8               | 0               |                    | -                  | -                  |             | -           | -           | 14     | 0      |
| feb.-giu. 2015  | Charlton        | FLC             | 12         | 1          | FACup+CdL       | -               | -               | -                  | -                  | -                  | -           | -           | -           | 12     | 1      |
| 2015-2016       | Charlton        | FLC             | 13         | 0          | FACup+CdL       | 0+1             | 0               | -                  | -                  | -                  | -           | -           | -           | 14     | 0      |
| Totale Charlton | Totale Charlton | Totale Charlton | 25         | 1          |                 | 1               | 0               |                    | -                  | -                  |             | -           | -           | 26     | 1      |
| 2016-2017       | Nancy           | L1              | 18         | 2          | CF+CdL          | 2+3             | 0               | -                  | -                  | -                  | -           | -           | -           | 23     | 2      |
| Totale carriera | Totale carriera | Totale carriera | 244        | 17         |                 | 35              | 1               |                    | 33                 | 2                  |             | 2           | 0           | 314    | 19     |

### Cronologia presenze e reti in nazionale
| Cronologia completa delle presenze e delle reti in nazionale ― Francia | Cronologia completa delle presenze e delle reti in nazionale ― Francia | Cronologia completa delle presenze e delle reti in nazionale ― Francia | Cronologia completa delle presenze e delle reti in nazionale ― Francia | Cronologia completa delle presenze e delle reti in nazionale ― Francia | Cronologia completa delle presenze e delle reti in nazionale ― Francia | Cronologia completa delle presenze e delle reti in nazionale ― Francia | Cronologia completa delle presenze e delle reti in nazionale ― Francia |
| Data                                                                   | Città                                                                  | In casa                                                                | Risultato                                                              | Ospiti                                                                 | Competizione                                                           | Reti                                                                   | Note                                                                   |
| ---------------------------------------------------------------------- | ---------------------------------------------------------------------- | ---------------------------------------------------------------------- | ---------------------------------------------------------------------- | ---------------------------------------------------------------------- | ---------------------------------------------------------------------- | ---------------------------------------------------------------------- | ---------------------------------------------------------------------- |
| 9-10-2004                                                              | Saint-Denis                                                            | Francia                                                                | 0 – 0                                                                  | Irlanda                                                                | Qual. Mondiali 2006                                                    | -                                                                      | 64’                                                                    |
| 13-10-2004                                                             | Nicosia                                                                | Cipro                                                                  | 0 – 2                                                                  | Francia                                                                | Qual. Mondiali 2006                                                    | -                                                                      | 90+1’                                                                  |
| 30-3-2005                                                              | Tel Aviv                                                               | Israele                                                                | 1 – 1                                                                  | Francia                                                                | Qual. Mondiali 2006                                                    | -                                                                      |                                                                        |
| 17-8-2005                                                              | Montpellier                                                            | Francia                                                                | 3 – 0                                                                  | Costa d'Avorio                                                         | Amichevole                                                             | -                                                                      | 89’                                                                    |
| 12-10-2005                                                             | Saint-Denis                                                            | Francia                                                                | 4 – 0                                                                  | Cipro                                                                  | Qual. Mondiali 2006                                                    | -                                                                      | 25’                                                                    |
| 9-11-2005                                                              | Fort-de-France                                                         | Francia                                                                | 3 – 2                                                                  | Costa Rica                                                             | Amichevole                                                             | -                                                                      |                                                                        |
| 12-11-2005                                                             | Saint-Denis                                                            | Francia                                                                | 0 – 0                                                                  | Germania                                                               | Amichevole                                                             | -                                                                      | 75’                                                                    |
| 1-3-2006                                                               | Saint-Denis                                                            | Francia                                                                | 1 – 2                                                                  | Slovacchia                                                             | Amichevole                                                             | -                                                                      |                                                                        |
| 27-5-2006                                                              | Saint-Denis                                                            | Francia                                                                | 1 – 0                                                                  | Messico                                                                | Amichevole                                                             | -                                                                      | 48’                                                                    |
| 23-6-2006                                                              | Colonia                                                                | Togo                                                                   | 0 – 2                                                                  | Francia                                                                | Mondiali 2006 - 1º turno                                               | -                                                                      | 80’                                                                    |
| 9-7-2006                                                               | Berlino                                                                | Italia                                                                 | 1 – 1 dts (5 – 3 dtr)                                                  | Francia                                                                | Mondiali 2006 - Finale                                                 | -                                                                      | 56’ 76’                                                                |
| 15-11-2006                                                             | Saint-Denis                                                            | Francia                                                                | 1 – 0                                                                  | Grecia                                                                 | Amichevole                                                             | -                                                                      | 46’                                                                    |
| 27-5-2008                                                              | Grenoble                                                               | Francia                                                                | 2 – 0                                                                  | Ecuador                                                                | Amichevole                                                             | -                                                                      | 34’ 46’                                                                |
| 20-8-2008                                                              | Göteborg                                                               | Svezia                                                                 | 2 – 3                                                                  | Francia                                                                | Amichevole                                                             | -                                                                      | 70’                                                                    |
| 10-9-2008                                                              | Saint-Denis                                                            | Francia                                                                | 2 – 1                                                                  | Serbia                                                                 | Qual. Mondiali 2010                                                    | -                                                                      | 82’                                                                    |
| 11-10-2008                                                             | Costanza                                                               | Romania                                                                | 2 – 2                                                                  | Francia                                                                | Qual. Mondiali 2010                                                    | -                                                                      |                                                                        |
| 14-10-2008                                                             | Saint-Denis                                                            | Francia                                                                | 3 – 1                                                                  | Tunisia                                                                | Amichevole                                                             | -                                                                      |                                                                        |
| 19-11-2008                                                             | Saint-Denis                                                            | Francia                                                                | 0 – 0                                                                  | Uruguay                                                                | Amichevole                                                             | -                                                                      | 46’                                                                    |
| 1-4-2009                                                               | Saint-Denis                                                            | Francia                                                                | 1 – 0                                                                  | Lituania                                                               | Qual. Mondiali 2010                                                    | -                                                                      |                                                                        |
| 2-6-2009                                                               | Saint-Étienne                                                          | Francia                                                                | 0 – 1                                                                  | Nigeria                                                                | Amichevole                                                             | -                                                                      | 46’                                                                    |
| 9-9-2009                                                               | Belgrado                                                               | Serbia                                                                 | 1 – 1                                                                  | Francia                                                                | Qual. Mondiali 2010                                                    | -                                                                      | 86’                                                                    |
| 14-10-2009                                                             | Saint-Denis                                                            | Francia                                                                | 3 – 1                                                                  | Austria                                                                | Qual. Mondiali 2010                                                    | -                                                                      |                                                                        |
| 14-11-2009                                                             | Dublino                                                                | Irlanda                                                                | 0 – 1                                                                  | Francia                                                                | Qual. Mondiali 2010                                                    | -                                                                      |                                                                        |
| 18-11-2009                                                             | Saint-Denis                                                            | Francia                                                                | 1 – 1 dts                                                              | Irlanda                                                                | Qual. Mondiali 2010                                                    | -                                                                      |                                                                        |
| 26-5-2010                                                              | Lens                                                                   | Francia                                                                | 2 – 1                                                                  | Costa Rica                                                             | Amichevole                                                             | -                                                                      | 46’                                                                    |
| 22-6-2010                                                              | Bloemfontein                                                           | Francia                                                                | 1 – 2                                                                  | Sudafrica                                                              | Mondiali 2010 - 1º turno                                               | -                                                                      | cap. 82’                                                               |
| 7-9-2010                                                               | Sarajevo                                                               | Bosnia ed Erzegovina                                                   | 0 – 2                                                                  | Francia                                                                | Qual. Euro 2012                                                        | -                                                                      | cap.                                                                   |
| 9-10-2010                                                              | Parigi                                                                 | Francia                                                                | 2 – 0                                                                  | Romania                                                                | Qual. Euro 2012                                                        | -                                                                      | cap. 44’                                                               |
| 12-10-2010                                                             | Longeville-lès-Metz                                                    | Francia                                                                | 2 – 0                                                                  | Lussemburgo                                                            | Qual. Euro 2012                                                        | -                                                                      | cap.                                                                   |
| 17-11-2010                                                             | Londra                                                                 | Inghilterra                                                            | 1 – 2                                                                  | Francia                                                                | Amichevole                                                             | -                                                                      | 68’                                                                    |
| 9-2-2011                                                               | Parigi                                                                 | Francia                                                                | 1 – 0                                                                  | Brasile                                                                | Amichevole                                                             | -                                                                      | cap.                                                                   |
| 29-3-2011                                                              | Parigi                                                                 | Francia                                                                | 0 – 0                                                                  | Croazia                                                                | Amichevole                                                             | -                                                                      | cap. 69’                                                               |
| 3-6-2011                                                               | Minsk                                                                  | Bielorussia                                                            | 1 – 1                                                                  | Francia                                                                | Qual. Euro 2012                                                        | -                                                                      | cap.                                                                   |
| 9-6-2011                                                               | Varsavia                                                               | Polonia                                                                | 0 – 1                                                                  | Francia                                                                | Amichevole                                                             | -                                                                      | 46’                                                                    |
| 2-9-2011                                                               | Tirana                                                                 | Albania                                                                | 1 – 2                                                                  | Francia                                                                | Qual. Euro 2012                                                        | -                                                                      | cap.                                                                   |
| 11-10-2011                                                             | Saint-Denis                                                            | Francia                                                                | 1 – 1                                                                  | Bosnia ed Erzegovina                                                   | Qual. Euro 2012                                                        | -                                                                      | 82’ 88’                                                                |
| 11-11-2011                                                             | Montpellier                                                            | Francia                                                                | 1 – 0                                                                  | Stati Uniti                                                            | Amichevole                                                             | -                                                                      |                                                                        |
| 29-2-2012                                                              | Brema                                                                  | Germania                                                               | 1 – 2                                                                  | Francia                                                                | Amichevole                                                             | -                                                                      | 62’                                                                    |
| 27-5-2012                                                              | Valenciennes                                                           | Francia                                                                | 3 – 2                                                                  | Islanda                                                                | Amichevole                                                             | -                                                                      | 59’                                                                    |
| 31-5-2012                                                              | Reims                                                                  | Francia                                                                | 2 – 0                                                                  | Serbia                                                                 | Amichevole                                                             | -                                                                      | 7’                                                                     |
| 5-6-2012                                                               | Le Mans                                                                | Francia                                                                | 4 – 0                                                                  | Estonia                                                                | Amichevole                                                             | -                                                                      | 65’                                                                    |
| 11-6-2012                                                              | Donec'k                                                                | Francia                                                                | 1 – 1                                                                  | Inghilterra                                                            | Euro 2012 - 1º turno                                                   | -                                                                      |                                                                        |
| 15-6-2012                                                              | Donec'k                                                                | Ucraina                                                                | 0 – 2                                                                  | Francia                                                                | Euro 2012 - 1º turno                                                   | -                                                                      |                                                                        |
| 19-6-2012                                                              | Kiev                                                                   | Svezia                                                                 | 2 – 0                                                                  | Francia                                                                | Euro 2012 - 1º turno                                                   | -                                                                      |                                                                        |
| Totale                                                                 |                                                                        | Presenze                                                               | 44                                                                     |                                                                        | Reti                                                                   | 0                                                                      |                                                                        |

## Palmarès

### Club

#### Competizioni nazionali
- Campionato francese: 2

Lione: 2006-2007
Bordeaux: 2008-2009
- Supercoppa francese: 4

Lione: 2006
Bordeaux: 2008, 2009
Olympique Marsiglia: 2011
- Coppa di Lega francese: 2

Bordeaux: 2008-2009
Olympique Marsiglia: 2011-2012

#### Competizioni internazionali
- Coppa Intertoto UEFA: 1

Lens: 2005